# Juhász István (labdarúgó)
Juhász István (Budapest, 1945. július 17. – 2024. szeptember 16. vagy előtte) válogatott magyar labdarúgó, középpályás. A Ferencvárosi TC olimpiai bajnok játékosa. Az ELTE Állam- és Jogtudományi Karon szerzett diplomát. 1976-tól az Amerikai Egyesült Államokban élt, majd hazatelepült Alsónémedibe.

## Pályafutása

### Klubcsapatban
A Ferencváros ifi csapatában kezdte pályafutását, majd 1963-ban mutatkozott be a felnőtt csapatban. A zöld-fehérekkel négy bajnoki címet szerzett, háromszor hódították el a Magyar Kupát. Nemzetközi sikerei: VVK (UEFA-kupa) győzelem 1964/65-ben és KEK második hely 1974/75-ben. A Ferencvárosban 302 mérkőzésen 41 gólt szerzett.

### A válogatottban
A magyar válogatottban 1969 és 1974 között 23 alkalommal szerepelt és 1 gólt ért el.
1968-as mexikói olimpia bajnoka. Az olimpiai válogatottban 6 alkalommal játszott. Tagja az 1972-es belgiumi Európa-bajnokságon 4. helyezést elért csapatnak.

## Sikerei, díjai

### Klubcsapatban
Ferencváros
- Magyar bajnokság : 
  - bajnok (4):  1964,1967, 1968, 1976
  - ezüstérmes (6): 1965, 1966, 1970 tavasz, 1971, 1973, 1974
  - bronzérmes (2): 1969, 1975
- Magyar Népköztársasági-kupa:
  - győztes (3): 1972, 1974, 1976
  - döntős (1): 1966
- Vásárvárosok Kupája:
  - győztes (1): 1964-1965
  - döntős (1): 1967-1968
  - elődöntős (1): 1962-1963
- UEFA-kupa:
  - elődöntős (1): 1971-1972
- BEK:
  - negyeddöntős (1): 1965-1966
- KEK
  - döntős (1): 1974-1975

### Válogatottal
Magyarország
- Olimpia
  - aranyérmes (1): 1968
- Európa-bajnokság
  - negyedik (1): 1972

### Egyéni
- Az FTC örökös bajnoka: 1974

## Statisztika

### Mérkőzései a válogatottban
| Magyarország | Magyarország         | Magyarország                       | Magyarország  | Magyarország | Magyarország | Magyarország         | Magyarország | Magyarország |
| #            | Dátum                | Helyszín                           | Hazai         | Eredmény     | Vendég       | Kiírás               | Gólok        | Esemény      |
| ------------ | -------------------- | ---------------------------------- | ------------- | ------------ | ------------ | -------------------- | ------------ | ------------ |
|              | 1968. október 13.    | Guadalajara, Estadio Jalisco (MEX) | Magyarország  | 4 – 0        | Salvador     | olimpiai C csoport   | -            |              |
|              | 1968. október 15.    | Guadalajara, Estadio Jalisco (MEX) | Magyarország  | 2 – 2        | Ghána        | olimpiai C csoport   | -            |              |
|              | 1968. október 17.    | Guadalajara, Estadio Jalisco (MEX) | Magyarország  | 2 – 0        | Izrael       | olimpiai C csoport   | -            |              |
|              | 1968. október 20.    | Guadalajara, Estadio Jalisco (MEX) | Magyarország  | 1 – 0        | Guatemala    | olimpiai negyeddöntő | -            |              |
|              | 1968. október 22.    | Mexikóváros, Estadio Azteca (MEX)  | Magyarország  | 5 – 0        | Japán        | olimpiai elődöntő    | -            |              |
|              | 1968. október 26.    | Mexikóváros, Estadio Azteca (MEX)  | Magyarország  | 4 – 1        | Bulgária     | olimpiai döntő       | -            | 62' 85′      |
| 1.           | 1969. június 15.     | Koppenhága, Idrætspark             | Dánia         | 3 – 2        | Magyarország | vb-selejtező         | -            |              |
| 2.           | 1969. szeptember 14. | Prága, Stadion Letná               | Csehszlovákia | 3 – 3        | Magyarország | vb-selejtező         | -            | 55'          |
| 3.           | 1969. szeptember 24. | Stockholm, Råsunda Stadion         | Svédország    | 2 – 0        | Magyarország | barátságos           | -            |              |
| 4.           | 1971. július 22.     | Rio de Janeiro, Maracanã Stadion   | Brazília      | 0 – 0        | Magyarország | barátságos           | -            |              |
| 5.           | 1971. szeptember 1.  | Budapest, Népstadion               | Magyarország  | 2 – 1        | Jugoszlávia  | barátságos           | -            | 72'          |
| 6.           | 1971. szeptember 25. | Budapest, Népstadion               | Magyarország  | 2 – 0        | Bulgária     | Eb-selejtező         | -            | 55'          |
| 7.           | 1971. október 9.     | Párizs, Colombes Stadion           | Franciaország | 0 – 2        | Magyarország | Eb-selejtező         | -            |              |
| 8.           | 1971. október 27.    | Budapest, Népstadion               | Magyarország  | 4 – 0        | Norvégia     | Eb-selejtező         | -            |              |
| 9.           | 1971. november 14.   | Valletta                           | Málta         | 0 – 2        | Magyarország | vb-selejtező         | -            |              |
| 10.          | 1972. január 12.     | Madrid, Santiago Bernabéu stadion  | Spanyolország | 1 – 0        | Magyarország | barátságos           | -            | 60'          |
| 11.          | 1972. május 6.       | Budapest, Megyeri úti stadion      | Magyarország  | 3 – 0        | Málta        | vb-selejtező         | 1            | 75'          |
| 12.          | 1972. május 14.      | Bukarest                           | Románia       | 2 – 2        | Magyarország | Eb-selejtező         | -            |              |
| 13.          | 1972. május 17.      | Belgrád, JNA stadion (YUG)         | Magyarország  | 2 – 1        | Románia      | Eb-selejtező         | -            |              |
| 14.          | 1972. június 14.     | Brüsszel, Heysel Stadion (BEL)     | Szovjetunió   | 1 – 0        | Magyarország | Eb-elődöntő          | -            |              |
| 15.          | 1972. június 17.     | Liège, Stade Maurice Dufrasne      | Belgium       | 2 – 1        | Magyarország | Eb 3. helyért        | -            |              |
| 16.          | 1972. október 15.    | Bécs, Práter-stadion               | Ausztria      | 2 – 2        | Magyarország | vb-selejtező         | -            |              |
| 17.          | 1973. június 13.     | Budapest, Népstadion               | Magyarország  | 3 – 3        | Svédország   | vb-selejtező         | -            |              |
| 18.          | 1973. szeptember 26. | Belgrád, JNA stadion               | Jugoszlávia   | 1 – 1        | Magyarország | barátságos           | -            |              |
| 19.          | 1973. október 13.    | Koppenhága                         | Dánia         | 2 – 2        | Magyarország | barátságos           | -            |              |
| 20.          | 1973. november 21.   | Budapest, Népstadion               | Magyarország  | 0 – 1        | NDK          | barátságos           | -            |              |
| 21.          | 1974. március 31.    | Zalaegerszeg, ZTE stadion          | Magyarország  | 3 – 1        | Bulgária     | barátságos           | -            |              |
| 22.          | 1974. április 17.    | Dortmund, Westfallenstadion        | NSZK          | 5 – 0        | Magyarország | barátságos           | -            | 69'          |
| 23.          | 1974. május 29.      | Székesfehérvár, Sóstói Stadion     | Magyarország  | 3 – 2        | Jugoszlávia  | barátságos           | -            |              |
|              | Összesen             |                                    |               | 23           | mérkőzés     |                      | 1            | gól          |